# Анибал Кавако Силва
Анибал Кавако Силва (порт. Aníbal Cavaco Silva; Лоле, 15. јул 1939) је 21. по реду председник Португалије. На дужност је ступио 9. марта 2006. године, а реизабран је 2011. године. Наследио је Жорге Сампаја. У периоду од 1985. године до 1995. године је био премијер Португалије. Силва је члан Социјалдемократске партије.
По занимању је економиста.
Ожењен је и отац двоје деце.